# 7 (Nelly-Furtado-Album)
7 ist das siebte Studioalbum der portugiesisch-kanadischen Popsängerin Nelly Furtado. Es erschien im September 2024 bei Universal Music.

## Entstehung und Veröffentlichung
Die Erstveröffentlichung von 7 erfolgte am 20. September 2024 bei Universal Music. Das Album erschien in seiner Originalausführung als CD (Katalognummer: 060246589467) und LP (Katalognummer: 060246587318) sowie zum Download und Streaming mit 14 Titeln.
Geschrieben wurden alle Lieder von der Interpretin selbst, zusammen mit verschiedenen, wechselnden Koautoren. Für die Produktion zeichneten ebenfalls verschiedenen, wechselnden Produzenten verantwortlich.

## Titelliste
| #  | Titel                                                                            | Autor(en) | Produzent(en)                                               | Länge |
| -- | -------------------------------------------------------------------------------- | --- | ----------------------------------------------------------- | ----- |
| 1  | Showstopper                                                                      | Nelly Furtado, Ebony Oshunrinde, Nevis Gahunia, Jenna Andrews, Stephen Kirk, Herag Sanbalian                              | WondaGurl, Sanbalian, Jim Beanz                             | 2:29  |
| 2  | Corazón (feat. Bomba Estéreo)                                                    | Nelly Furtado, Tyler Williams, Jenna Andrews, Liliana Saumet, Stephen Kirk, Nevis Gahunia, Steven Bilodeau, Oliver Cazier | T-Minus, Nelly Furtado, Billa Joints, Jim Beanz             | 2:37  |
| 3  | Love Bites (feat. SG Lewis & Tove Lo)                                            | Nelly Furtado, Tove Lo, Sam Lewis                                                                                         | SG Lewis                                                    | 2:47  |
| 4  | Better For Worse (feat. Gray Hawken)                                             | Nelly Furtado, Jim Beanz, Drew Veloric, Ryan Gray Hawken                                                                  | Jim Beanz                                                   | 3:24  |
| 5  | Honesty                                                                          | Nelly Furtado, SG Lewis, Sarah Aarons, Orlando Highbottom                                                                 | SG Lewis, Totally Enormous Extinct Dinosaurs                | 2:16  |
| 6  | Floodgate                                                                        | Nelly Furtado, Mei Ehara, Isaac De Boni, Michael Mulé, Aaron Booe, Travis Walton, Ryland Kelly, Tauren Strickland         | FnZ, Teddy Walton, Aaron Booe, Thislandis, Ryan Gray Hawken | 2:06  |
| 7  | Crown (feat. Blxckie)                                                            | Nelly Furtado, Tyler Williams, Steven Bilodeau, Lido Pimienta, Sihle Sithole                                              | T-Minus, Billa Joints, Anthony Yordanov                     | 2:46  |
| 8  | All Comes Back (feat. Charlotte Day Wilson)                                      | Nelly Furtado, Charlotte Day Wilson                                                                                       | Nelly Furtado, Charlotte Day Wilson, Ryan Gray Hawken       | 3:14  |
| 9  | Save Your Breath (feat. Williane 108, Charmie, Taborah Johnson und Tynomi Banks) | Nelly Furtado, Tyler Williams, Steven Bilodeau, Charmie, Sheldon Orlando, McIntosh, Williane 108                          | T-Minus, Billa Joints, Yordanov                             | 2:59  |
| 10 | Ready for Myself                                                                 | Nelly Furtado, Dominic Matheson, Anjulie Persaud                                                                          | Dom Dolla, Jim Beanz, Persaud                               | 3:03  |
| 11 | Fantasy                                                                          | Nelly Furtado, Nevis Gahunia, Tyler Williams, Herag Sanbalian, Benjamin Katz, Jim Beanz                                   | T-Minus, Herag Sanbalian, Nelly Furtado, Yordanov           | 2:08  |
| 12 | Better Than Ever                                                                 | Nelly Furtado, Ryan Gray Hawken, Charmie                                                                                  | Ryan Gray Hawken, Pipe Perez, Jim Beanz                     | 2:11  |
| 13 | Take Me Down                                                                     | Nelly Furtado, Tyler Williams, Nevis Gahunia, Bryn McCutcheon, Kirstyn Johnson                                            | T-Minus, Jim Beanz                                          | 2:27  |
| 14 | Untitled                                                                         | Nelly Furtado, Cazier | Cazier, Owen Pallett                                        | 2:55  |

## Singleauskopplungen
- Love Bites (22. Mai 2024; feat. SG Lewis & Tove Lo)
- Corazón (12. Juli 2024; feat. Bomba Estéreo)

## Chartplatzierungen
| ChartsChartplatzierungen | Höchstplatzierung | Wochen |
| ------------------------ | ----------------- | ------ |
| Deutschland (GfK)        | 35 (1 Wo.)        | 1      |